# Erik Abrahamsson
Erik Adolf Efraim Abrahamsson (ur. 28 stycznia 1898 w Södertälje, zm. 19 maja 1965 tamże) – szwedzki lekkoatleta specjalizujący się w skoku w dal, uczestnik letnich igrzysk olimpijskich w Antwerpii (1920), brązowy medalista olimpijski w skoku w dal. Z powodzeniem uprawiał również hokej na lodzie, zdobywając w 1921 r. w Sztokholmie tytuł mistrza Europy.
Brat Carla Abrahamssona, szwedzkiego hokeisty, srebrnego medalisty olimpijskiego z Sankt Moritz (1928).

## Sukcesy lekkoatletyczne
- trzykrotny mistrz Szwecji w skoku w dal – 1921, 1922, 1923[3]

| Rok  | Miasto    | Zawody               | Konkurencja | Wynik         |
| ---- | --------- | -------------------- | ----------- | ------------- |
| 1920 | Antwerpia | Igrzyska olimpijskie | skok w dal  | brązowy medal |

## Rekordy życiowe
- skok w dal – 7,12 (1923)